# 설계자 (영화)
"설계자"(영어: The Plot)은 2024년 개봉한 대한민국의 범죄, 드라마 영화이다. 이요섭이 감독, 각본을 맡았다.

## 출연

### 주연
- 강동원: 영일 역
- 이무생: 이치현 역
- 이미숙: 재키 역
- 이현욱: 월천 역
- 탕준상: 점만 역

### 조연
- 김홍파: 주성직 역
- 김신록: 양경진 역
- 이동휘: 하우저 역
- 정은채: 주영선 역

### 특별출연
- 김민광: 뉴스 아나운서 역
- 나경철: 뉴스 아나운서 역
- 이종석 : 짝눈이 역

## 기타
- 제공·배급:  넥스트엔터테인먼트월드
- 2023 아시아콘텐츠&필름마켓에서 콘텐츠 판다 부스에 히든 페이스, 핸섬가이즈, 행복의 나라와 함께 전시되었다.